# TW 6000
TW 6000  — это сочлененный поезд для легкорельсового транспорта, используемый на Ганноверской городской железной дороге. Поезда производились компаниями Дюваг, Linke-Hofmann-Busch (ныне: Alstom) и Siemens
Трамвай может обслуживать как на станции с высокими платформами, так и уличные остановки; имея кабины управления с обеих сторон. Во время выпуска трамвай был уникален для Германии из-за применения тиристорной системы управления и современного дизайна, автором которого был Герберт Линдингер.
Всего с 1974-го по 1993-го года было произведено 260 составов, из которых первая партия из 100 штук была построена компанией Дюваг в Дюссельдорфе с 1974-го по 1978-го года, а со второй по восьмую серии (160) строительство происходило компанией LHB в Зальцгиттере с 1979-го по 1993-го года. С 2002 года 82 единицы были проданы в Будапешт (Венгрия) и Гаагу (Нидерланды).

## История
Изначально, вагоны TW 6000 эксплуатировались на линиях скоростного трамвая в Ганновере. В 2000 году транспортная компания Ганновера приняла решение о продаже части вагонов этого типа с заменой их на вагоны TW 2000.

## Технические параметры
Трамвай имеет длину 28,28 метра и ширину 2,4 метра. Каждый вагон вмещает до 150 пассажиров; по системе многих единиц можно использовать до четырех вагонов. Максимальная скорость составляет 80 км/ч. Каждый из двух двигателей постоянного тока потребляет 218 кВт и 600 В и может выдавать максимальную силу тока в 900 A.
Вагоны 6206-6260 контролируются микропроцессорами на архитектуре Intel 8085, а также тиристорами GTO

### Произведённые партии
Следующие партии TW 6000 были поставлены в Ганновер:
| Номеры    | Поставлено с-по       | Маршрут  | Производители            |
| --------- | --------------------- | -------- | ------------------------ |
| 6001-6100 | 27.12.1974-26.06.1978 | A        | Duewag/Kiepe/AEG/Siemens |
| 6101-6190 | 19.12.1979-01.06.1983 | B        | LHB/Kiepe/AEG/Siemens    |
| 6191-6205 | 09.01.1985-13.08.1985 | C-Восток | LHB/Kiepe/AEG/Siemens    |
| 6206-6250 | 22.09.1988-10.01.1992 | C-Запад  | LHB/Kiepe/AEG/Siemens    |
| 6251-6260 | 08.09.1992-22.01.1993 | C-Север  | LHB/Kiepe/AEG/Siemens    |

Председатель консорциума сменил производителя на LHB после производства первой серии из-за политического лоббирования, поскольку субсидии, предоставленные землёй Нижняя Саксония, тратились на проект, преимущество получила компания LHB (расположенная в городе Зальцгиттер) над компанией Дюваг (расположенной в Дюссельдорфе, Северная Рейн-Вестфалия).

#### Система управления
Все вагоны TW6000 управляются с использованием интегральных систем тяги и торможения с «выключателем мертвеца», который водитель должен оттеснить, чтобы движение поезда было разблокировано. Если отпустить выключатель во время движения, сначала система предупреждения подает гудок, а далее поезд тормозит с применением рельсовых тормозов

#### Изменения во второй партии
- Новое напольное покрытие, отсутствие полос на полу, как у вагонов первой партии
- Меньшие по размеру кнопки заказа остановки и сигнальные лампы, частично также установленные на поезда первой партии с 3/81 по 5/85, полностью установлены на поезда первой партии с 10/88 по 11/92
- Индикатор конечной остановки внутри вагонов для городских трамваев
- Щетки дворников перенесены на правую сторону
- Автоматическая регулировка сцепителей после расцепления
- На крыше дополнительный тормозной резистор

- Возможность установки дополнительных сидений у средней двери (не было реализовано)

#### Изменения в третьей партии
- Установка оборудования IBIS с завода, оборудования первой и второй партий вагонов до 1987 г.
- Все ранее выпущенные поезда были модифицированы для обязательного выбора опции "высокая платформа» или" низкая платформа " перед тем, как открыть дверь

#### Изменения в четвертой партии
- Окна на потолке только с одной стороны
- Контроллер тиристора GTO с микропроцессором Intel 8085

- Пожарная защита (тестировалась на 6147 с января 1987 г.):
  - новая крыша из листового металла в пассажирском салоне
  - пластиковые плафоны заменены на стальные ребра
  - потолочные и стенные поручни в зоне сочленения заменены на литые пластиковые
- Дополнительные задние фонари

#### Изменения в пятой партии
- Исправлен размер остекления двери
- Более широкое уплотнение двери

#### Изменения в шестой партии
- Двойные двери без поручня в средней части, новый механизм блокировки (протестирован на 6083, частично установлен на старшие поезда)

#### Ремонт
Приглашение на тендер на программу ремонта было опубликовано в 2018 году. Около 40 поездов подлежало ремонту, содержавшему установку светодиодного освещения, а также перекраске. Первый отремонтированный поезд был показан в 2019 г.

### Будапешт
22 февраля 2001 года, городские власти Будапешта выделили 7 млрд. форинтов на покупку 68 вагонов TW 6000. Первые два вагона (6070 и 6061) прибыли в город весной 2001 года, 13 июля прошла их первая публичная презентация на 13-м маршруте, вагоны были перекрашены из зелёного в жёлтый цвет за что получили прозвище «банан». Всего городом было закуплено 75 вагонов этого типа.

### Гаага
В 2000 году транспортная компания Гааги (HTM) закупила два вагона TW 6000. Первый вагон 6021 прибыл в ноябре 2000 года. В связи с тем, что напряжение контактной сети трамваев в Гааге 1500 вольт, специально для этого вагона часть сети была переделана под напряжение 750 вольт. В феврале 2001 года в город поступил второй вагон 6016, он был снабжен преобразователем благодаря которому появилась возможность эксплуатировать вагон на линии с напряжением сети 1500 вольт. В 2002 году в связи с нехваткой средств на закупку новых вагонов, компания HTM дополнительно закупила вагоны TW 6000-ERS 6099, 6098, 6064, 6058, 6057, 6055, 6037 и 6053. Вагоны эксплуатируются на 11-м маршруте соединяющим Гаагу и Схевенинген.

### Хаутен

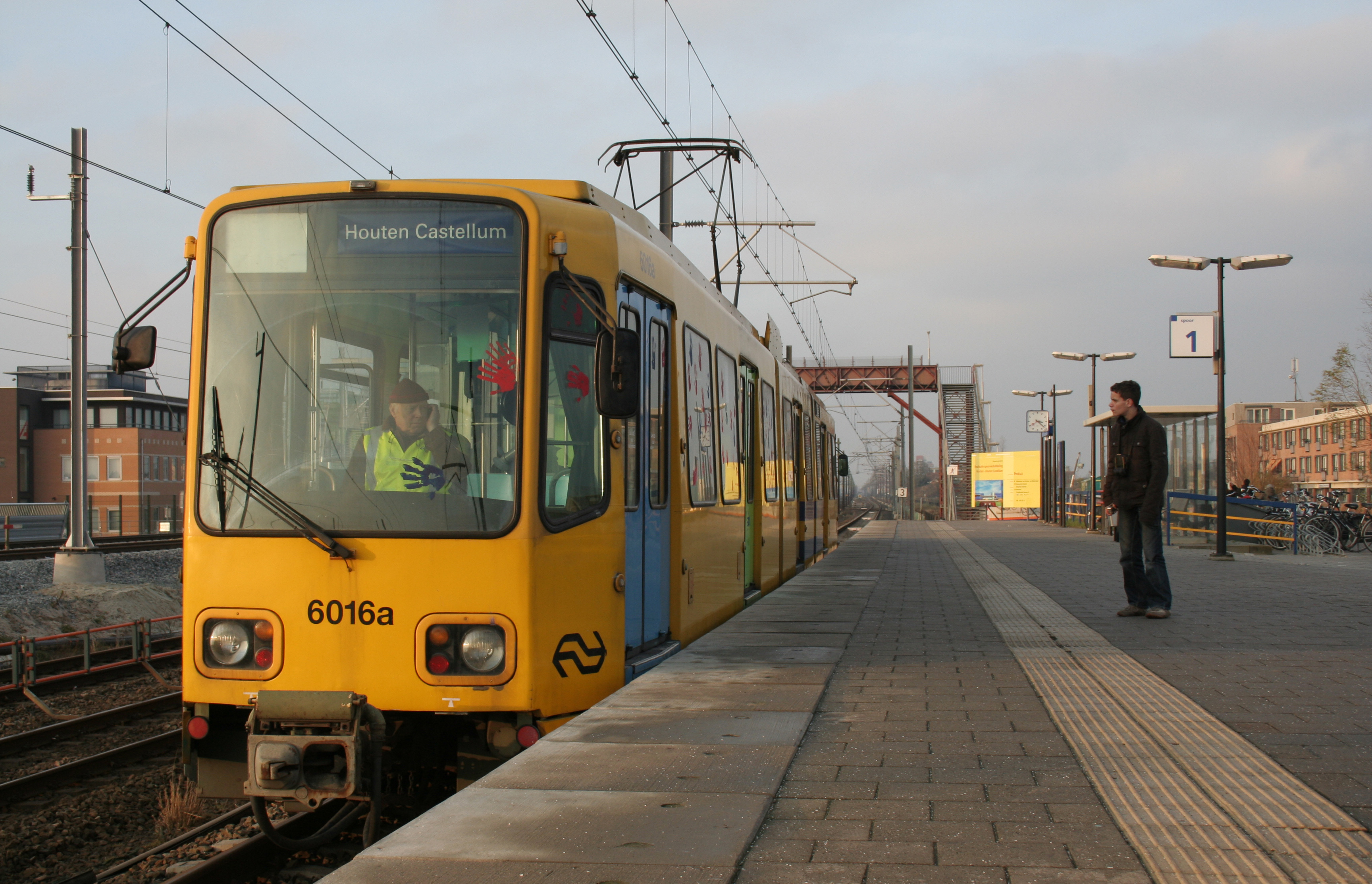
Трамвай в Хаутене 13.12.2008

Два вагона TW 6000 были проданы в Хаутен (Нидерланды) для эксплуатации на трамвайной линии, соединявшей станции Houten и Houten Castellum. Линия открылась 8 января 2001 года и просуществовала до 13 декабря 2008 года, после чего вагоны были разобраны.

### Тампере
Тампере (Финляндия) заказала у Ганновера TW 6148, и будут использовать как проверочный трамвай. 